# Gerrie Deijkers
Gerrie Deijkers (ur. 13 listopada 1946 w Bredzie, zm. 29 października 2003) – holenderski piłkarz występujący na pozycji napastnika.

## Kariera
Deijkers karierę rozpoczynał w zespole VV Baronie. Następnie grał w NAC Breda, Willem II Tilburg, AFC DWS oraz De Graafschap. Jako zawodnik Willem II, w sezonie 1969/1970 został królem strzelców Eerste divisie. W 1973 roku przeszedł do PSV Eindhoven. Trzy razy zdobył z nim mistrzostwo Holandii (1975, 1976, 1978), a także dwa razy Puchar Holandii (1974, 1976). Ponadto w sezonie 1977/1978 zwyciężył z zespołem w rozgrywkach Pucharu UEFA, a sam został królem strzelców tamtej edycji rozgrywek.
W 1979 roku Deijkers odszedł do belgijskiego KVK Beringen, gdzie spędził sezon 1979/1980. Następnie grał w Vitesse, a w 1982 roku tam zakończył karierę.